# Legend of the Three Caballeros
A Legend of the Three Caballeros 2018-ban bemutatott amerikai 3D-s számítógépes animációs sorozat, amelyet Matt Danner készített A három lovag alapján. Az animációs játékfilmsorozat producerei Joe Sichta, Sarah Finn és Matt Danner. A sorozat a Disney Digital Network, a 6 Point Harness, az Atomic Cartoon és a Mercury Filmworks gyártásában készült, a Disney Media Distribution forgalmazásában jelent meg. Műfaja filmvígjáték-sorozat és kalandfilm-sorozat.
Először a Fülöp-szigeteken mutatták be 2018. június 9-én a DisneyLife alkalmazáson keresztül. Amerikában és a világ többi országában a Disney+-on lesz látható. Amerikában 2019. szeptember 12-én mutatták be. Magyarországon nem mutatták be a sorozatot.

## Szereplők
| Szereplő                  | Eredeti hang             |
| ------------------------- | ------------------------ |
| Donald kacsa              | Tony Anselmo             |
| José Carioca              | Eric Bauza               |
| Dagobert McCsip           | Eric Bauza               |
| Panchito Gonzalez         | Jaime Camil              |
| Xandra                    | Grey DeLisle             |
| Daisy kacsa               | Tress MacNeille          |
| Áprilka, Maja és Juni     | Jessica DiCicco          |
| Ari                       | Dee Bradley Baker        |
| Leopold                   | Dee Bradley Baker        |
| Baron Von Sheldgoose      | Wayne Knight             |
| Lord Felldrake Sheldgoose | Kevin Michael Richardson |
| Humphrey                  | Jim Cummings             |

## Évadok
| Évad | Évad | Epizódok | Fülöp-szigeteki sugárzás | Fülöp-szigeteki sugárzás | Amerikai sugárzás  | Amerikai sugárzás  | Magyar sugárzás | Magyar sugárzás |
| Évad | Évad | Epizódok | Évadpremier              | Évadfinálé               | Évadpremier        | Évadfinálé         | Évadpremier     | Évadfinálé      |
| ---- | ---- | -------- | ------------------------ | ------------------------ | ------------------ | ------------------ | --------------- | --------------- |
|      | 1    | 13       | 2018. június 9.          | 2018. június 9.          | 2019. november 12. | 2019. november 12. | TBA             | TBA             |

| #   | #   | Eredeti cím                | Magyar cím | Fülöp-szigeteki premier | Amerikai premier   | Magyar premier |
| --- | --- | -------------------------- | ---------- | ----------------------- | ------------------ | -------------- |
| 1.  | 1.  | Dope-A-Cabana              |            | 2018. június 9.         | 2019. november 12. |                |
| 2.  | 2.  | Labyrinth and Repeat       |            | 2018. június 9.         | 2019. november 12. |                |
| 3.  | 3.  | Pyramid-Life Crisis        |            | 2018. június 9.         | 2019. november 12. |                |
| 4.  | 4.  | World Tree Caballeros!     |            | 2018. június 9.         | 2019. november 12. |                |
| 5.  | 5.  | No Man is an Easter Island |            | 2018. június 9.         | 2019. november 12. |                |
| 6.  | 6.  | Stonehenge Your Bets       |            | 2018. június 9.         | 2019. november 12. |                |
| 7.  | 7.  | Mount Rushmore (or Less)   |            | 2018. június 9.         | 2019. november 12. |                |
| 8.  | 8.  | Nazca Racing               |            | 2018. június 9.         | 2019. november 12. |                |
| 9.  | 9.  | Mexico a Go-Go             |            | 2018. június 9.         | 2019. november 12. |                |
| 10. | 10. | Mt. Fuji Whiz              |            | 2018. június 9.         | 2019. november 12. |                |
| 11. | 11. | Thanks a Camelot           |            | 2018. június 9.         | 2019. november 12. |                |
| 12. | 12. | Shangri-La-Di-Da           |            | 2018. június 9.         | 2019. november 12. |                |
| 13. | 13. | Sheldgoose Square Dance    |            | 2018. június 9.         | 2019. november 12. |                |